# Kānī Kūchek
Kānī Kūchek (persiska: كانی كوچك, كانی كوچَك, كانی بوچگَلِه) är en ort i Iran.   Den ligger i provinsen Kurdistan, i den nordvästra delen av landet, 400 km väster om huvudstaden Teheran. Kānī Kūchek ligger 1 984 meter över havet och antalet invånare är 103.
Terrängen runt Kānī Kūchek är bergig. Runt Kānī Kūchek är det ganska tätbefolkat, med 72 invånare per kvadratkilometer. Närmaste större samhälle är Sanandaj, 12,2 km nordväst om Kānī Kūchek. Trakten runt Kānī Kūchek består i huvudsak av gräsmarker.